# Archäologischer Park Monte Sannace

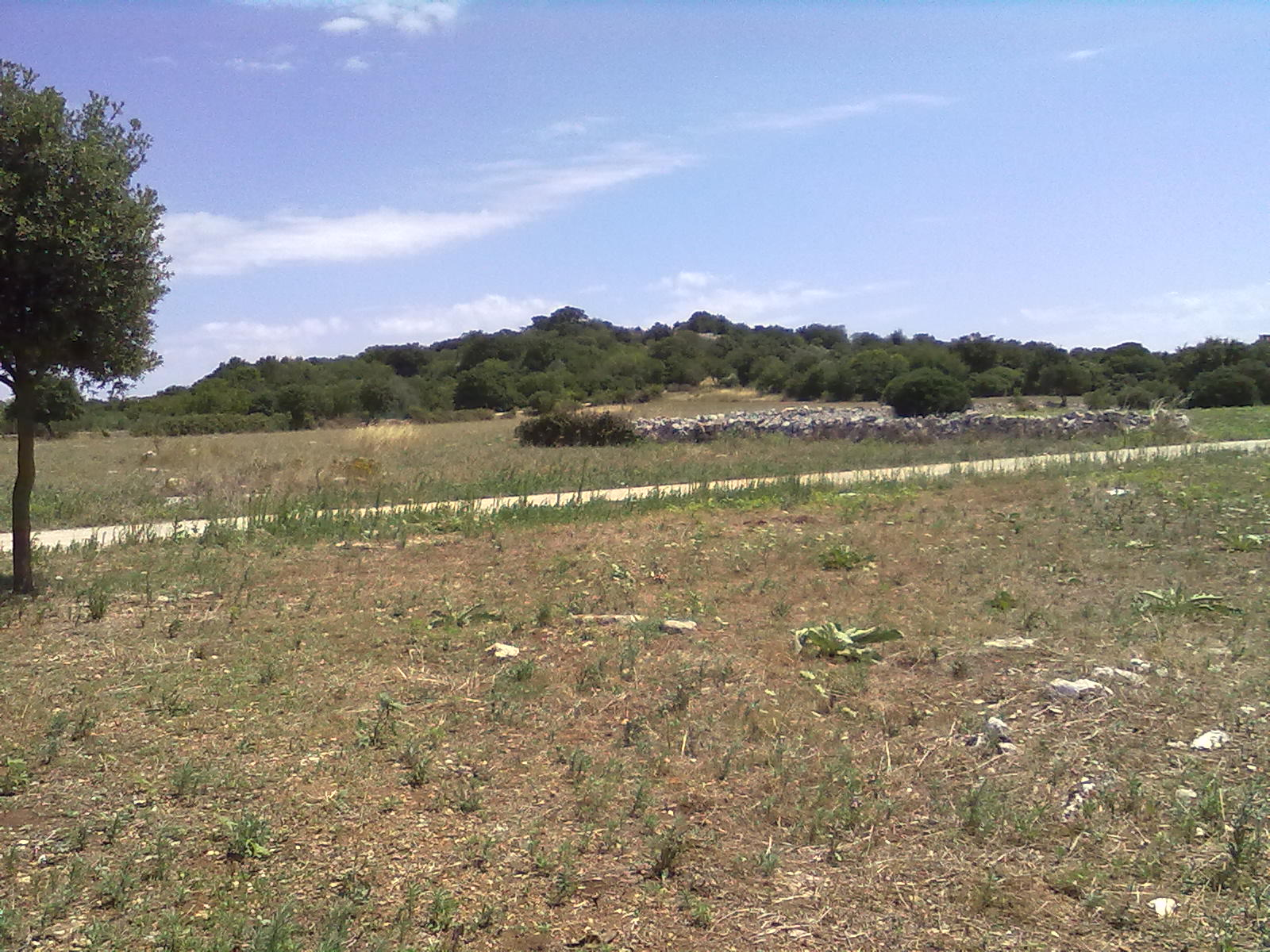
Der Monte Sannace vom Eingang des archäologischen Parks an der Strada Provinciale Gioia-Turi aus gesehen

 Der Archäologische Park Monte Sannace liegt fünf Kilometer von Gioia del Colle in der Metropolitanstadt Bari in Apulien in Italien. Der Monte Sannace gehört zu den südlichen Ausläufern der Murgia. Er liegt ungefähr in der Mitte zwischen der adriatischen und der ionischen Küste zwischen der Region Bari und den ehemaligen griechischen Kolonien Taras und Metapont. Das zugehörige Museum liegt in einem normannisch-staufischen Kastell an der Piazza Plebiscito.
Der Park ist ein archäologisches Freilichtmuseum und umfasst große, ehemals bewohnte Gebiete des namentlich nicht überlieferten wichtigen Zentrums der Peuketier, die hier zwischen dem 6. und 4. Jahrhundert v. Chr. siedelten. Die Peuketier waren eine Gruppe der alten italischen Bevölkerung aus der oskisch-umbrischen Gruppe. Sie kamen wahrscheinlich mit anderen Stämmen im 11. Jahrhundert v. Chr. von Illyrien über die Straße von Otranto und siedelten in der heutigen Provinz Bari. 

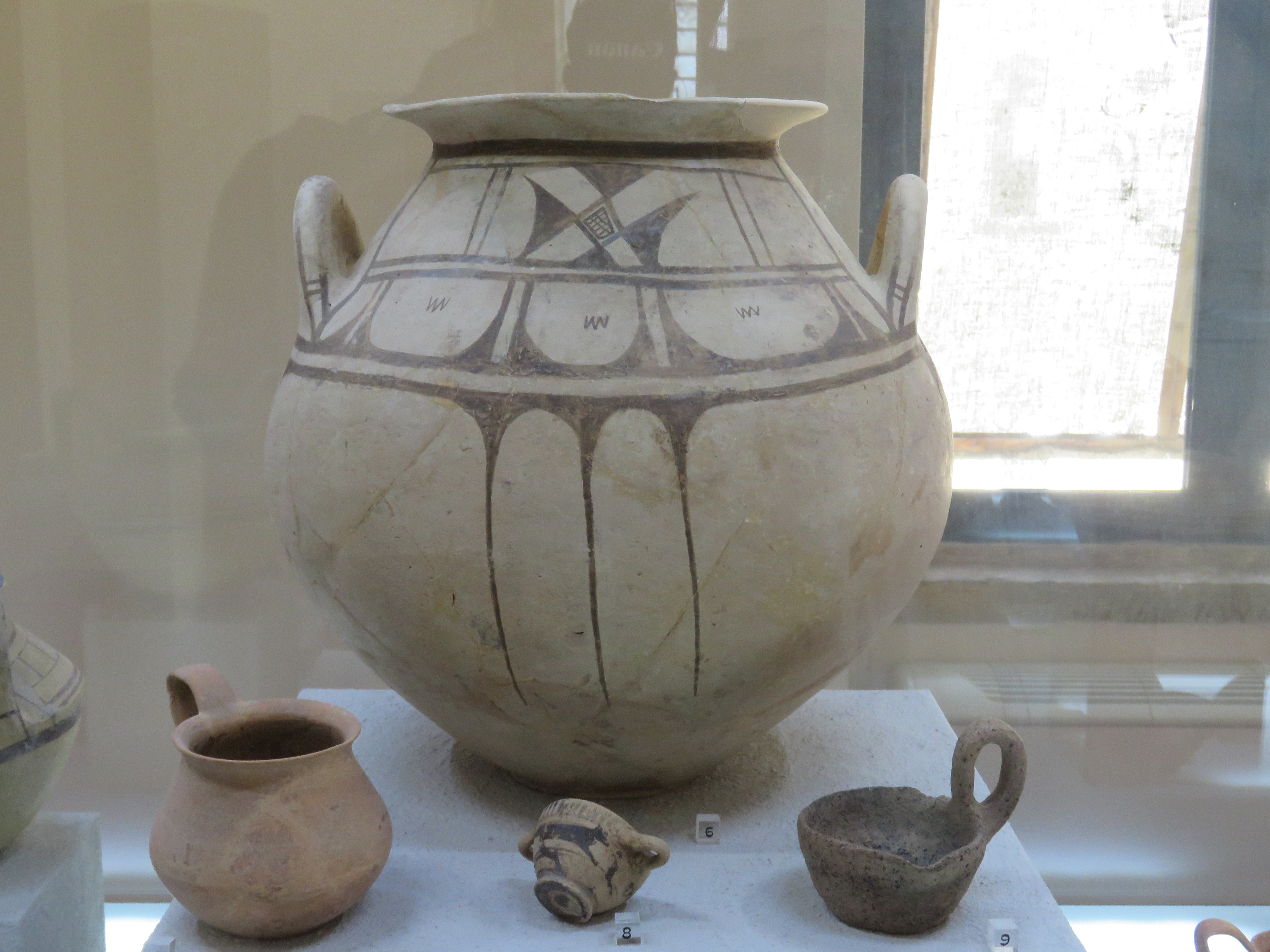
Geometrische Keramik der Peuketier

Die ersten Spuren von Aktivitäten auf dem Gelände stammen aus der Jungsteinzeit. Die erste dauerhafte Siedlung entstand im 9. Jahrhundert v. Chr. und bestand mit Unterbrechungen bis in die hellenistisch-römische Zeit (1. Jahrhundert n. Chr.). 
Während der Eisenzeit, zwischen dem 9. und 8. Jahrhundert v. Chr., entstand auf dem Gipfel des Hügels eine Gruppe von Lehm- und Strohhütten; andere lagen verstreut in der Ebene. Zwischen dem 7. und 6. Jahrhundert v. Chr. veränderte sich die Streusiedlung auf dem Hügel zu einem Dorf, das eine Schutzfunktion für die kleineren Siedlungen besaß. Die Siedlung erhielt dann allmählich eine urbane Erscheinung und wurde am Rand des Hügels von einer Mauer umgeben. Öffentliche Gebäude für politische und religiöse Zwecke wurden gebaut und aristokratische Gräber entstanden. Die Siedlung bekam schnell ihr endgültiges Aussehen, aufgeteilt in die Akropolis und die Unterstadt. Dieser Prozess ist Ausdruck der Kontakte mit der hellenischen Kultur. Die Akropolis war bis ins 1. Jahrhundert n. Chr. belegt.